# Márkos Moraïtákis
Márkos Moraïtákis (en grec moderne : Μάρκος Μωραϊτάκης), né le 15 mai 1978 à La Canée, est un ancien coureur cycliste grec.

## Palmarès
- 2000
  - 2e du championnat de Grèce de l'américaine
- 2001
  - 3e du championnat de Grèce sur route
- 2002
  -  Champion de Grèce sur route
  -  Médaillé de bronze au championnat des Balkans sur route
- 2003
  - 3e du Grand Prix de l'Acropole